# Ceropegia tomentosa
Ceropegia tomentosa ist eine Pflanzenart aus der Unterfamilie der Seidenpflanzengewächse (Asclepiadoideae). Sie ist möglicherweise schon ausgestorben.

## Merkmale

### Vegetative Merkmale
Ceropegia  ist eine ausdauernde Pflanze mit aufrechten, nicht windenden Trieben und dicken, fleischigen Wurzeln. Die wenigen einjährigen Triebe sind kaum verzweigt und werden 20 bis 40 cm hoch. Die Blätter haben keine Stiele und stehen aufrecht. Sie sind linealisch zugespitzt und messen 25 bis 100 mm in der Länge und 1 bis 3 mm in der Breite.

### Blütenstand und Blüten
Die Blütenstände mit nur einer, höchstens zwei Blüten entwickeln sich seitlich an den oberen Knoten. Die zwittrigen, zygomorphen Blüten sind fünfzählig und haben eine doppelte Blütenhülle. Die Blütenstiele sind 5 bis 10 mm lang. Die pfriemlichen Kelchblätter werden 5 bis 8 mm lang. Die fünf Kronblätter sind in der basalen Hälfte zu einer geraden, außen kahlen Kronröhre (Sympetalie) verwachsen. Die Basis der Kronröhre ("Kronkessel") ist kugelig bis eiförmig aufgebläht mit einem Durchmesser von 5 bis 8 mm. Er ist außen grünlich bis gelblich gefärbt, teilweise auch mit einem purpurfarbenen Muster versehen und kahl bis aufgeraut papillös. Der Kronkessel geht allmählich in die eigentliche Kronröhre über, die bis auf 3 mm Durchmesser etwa in der Mitte abnimmt. Zur Blütenöffnung hin erweitert sie sich trichterförmig auf 4 bis 5 mm Durchmesser. Dieser Abschnitt ist purpurfarben. Die aufrecht stehenden bis sich abspreizenden Kronblattzipfel besitzen eine schmale, dreieckige Basis und werden dann ziemlich abrupt linealisch bis fadenförmig. Sie sind entlang der Mittelachse nach außen umgebogen und innen mit feinen Haaren bedeckt. Die Zipfel sind 2,5 bis 3,5 cm lang, grünlich gefärbt und mit einem purpurfarbenen Muster versehen. Die Basis der Zipfel ist dicht mit gekräuselten oder auch miteinander verflochtenen, gelblichen Haaren besetzt, direkt über der Basis mit einem Büschel purpurfarbener keulenförmigen Haaren. Die ungestielte, weißlich-gelbliche Nebenkrone ist an der Basis tassenförmig verwachsen. Die behaarten Zipfel der interstaminalen Nebenkrone sind dreieckig-taschenförmig, stehen aufrecht und sind 1 bis 2 mm lang. Am äußeren Ende sind sie mittig tief eingeschnitten und laufen in zwei spitze, schmal dreieckige Fortsätze aus. Die Zipfel der staminalen Nebenkrone sind ca. 2 mm lang und linealisch-spatelig geformt. Sie neigen sich über dem Griffelkopf zusammen.

### Früchte und Samen
Früchte und Samen sind nicht bekannt.

## Geographische Verbreitung und Ökologie
Das Verbreitungsgebiet ist abhängig davon, ob die Synonymisierung von Ceropegia tomentosa und Ceropegia scabrifolia akzeptiert wird oder nicht. Im ersteren Fall kommt die Art in drei disjunkten Arealen vor: bei Fort Bowker (Fort Bowker liegt 32 km östlich von Dutywa) und Butterworth, Distrikt Amathole, Ostkap, Südafrika sowie aus der Nähe von Verulam (Metropolgemeinde eThekwini) in der Provinz KwaZulu-Natal und bei Piet Retief im Distrikt Gert Sibande, Provinz Mpumalanga vor. Sie wächst dort im trockenen Grasland. Im zweiteren Fall wäre das Areal auf die Provinz Ostkap beschränkt.

## Systematik und Taxonomie
Das Taxon wurde von Rudolf Schlechter 1894 erstmals beschrieben. 1908 beschrieb Nicholas Edward Brown in der "Flora Capensis" das Taxon Ceropegia scabriflora.
Herber Huber (1957) und Robert Dyer (1983) halten Ceropegia scabriflora und Ceropegia tomentosa für zwei unterschiedliche Taxa. Doch bereits Dyer weist darauf hin, dass sich C. scabriflora nur sehr wenig von C. tomentosa unterscheidet, nämlich durch die außen raue Kronröhre. Auf Grund ihrer Seltenheit ist die Variabilität der beiden Taxa praktisch unbekannt. Daher synonymisierte Ulriche Meve im Sukkulentenlexikon die beiden Taxa. Er vermutet sogar, dass auch Ceropegia bowkeri zu diesem Taxon gehören könnte.

## Gefährdung
Aufgrund der Zerstörung des ursprünglichen Typenfundorts ist es eher unwahrscheinlich, dass die Art noch existiert. Ceropegia scabriflora ist am Typenfundort (Verulam) ausgestorben, da das Gebiet überbaut ist. Vom zweiten Fundort liegen bisher keine weitere Funde vor; es ist nicht bekannt, ob die Art dort noch existiert.

## Belege